# Krîvaciînți, Volociîsk
Krîvaciînți (în ucraineană Кривачинці) este o comună în raionul Volociîsk, regiunea Hmelnîțkîi, Ucraina, formată numai din satul de reședință.

## Demografie
Componența lingvistică a comunei Krîvaciînți
     Ucraineană (98,63%)
     Rusă (1,27%)
Conform recensământului din 2001, majoritatea populației comunei Krîvaciînți era vorbitoare de ucraineană (98,63%), existând în minoritate și vorbitori de rusă (1,27%).